# Кулешов, Иван Иванович
Иван Иванович Кулешов (30 сентября 1928, Могилёвская область — 25 июня 2017, Минск) — советский хозяйственный и государственный деятель.

## Биография
Иван Иванович Кулешов родился 30 сентября 1928 года в деревне Свислочь Осиповичского района Могилёвской области БССР. В 1960 году окончил вечернее отделение Белорусского политехнического института.
Начинал карьеру на Владимирском тракторном заводе. В 1954 году перешёл на работу мастером в сталелитейный цех Минского тракторного завода.
Работал начальником участка, начальником сталелитейного цеха, руководил строительством литейного цеха № 2.
В 1964 году назначен заместителем гендиректора МТЗ. 1971—1982 годы — директор Минского завода шестерен. С 1982 по 1993 год — генеральный директор Минского тракторного завода.
Депутат Верховного Совета СССР XI созыва (1984—1989).
Делегат XIX конференции КПСС (28 июня — 1 июля 1988, Москва)
С 1993 года на пенсии.
Умер 25 июня 2017 года.

## Награды
- Ордена Ленина
- Орден Октябрьской революции
- Орден Трудового Красного Знамени
- Орден Дружбы народов
- Государственная премия СССР